# Bingham (Anglia)
Bingham – miasteczko w Wielkiej Brytanii, w Anglii, w regionie East Midlands, w hrabstwie Nottinghamshire, w dystrykcie Rushcliffe. W 2001 miejscowość liczyła 8685 mieszkańców.